# Rosh Hashanah

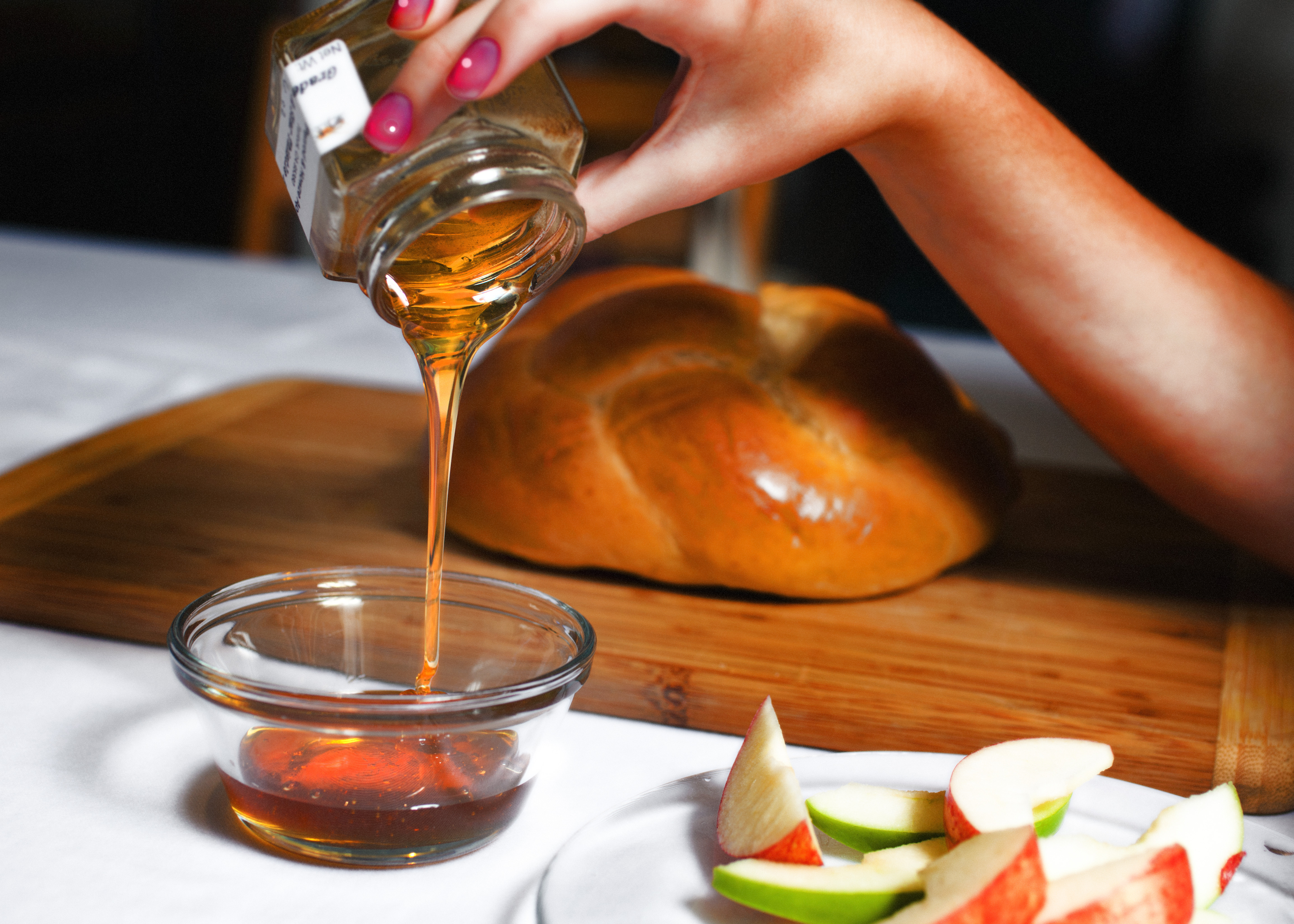
Mật ong và táo, đặc biệt là táo nhúng mật ong, là một trong những biểu tượng của Rosh HaShana - ngày lễ năm mới của người Do Thái

Rosh Hashanah (tiếng Hebrew: רֹאשׁ הַשָּׁנָה, nghĩa là "đầu năm") là năm mới của người Do Thái. Tên Kinh Thánh cho kỳ nghỉ này là Yom Teruah (tiếng Hebrew: יוֹם תְּרוּעָה, nghĩa đen "ngày la hét/tạo một tiếng ồn") hay Lễ hội kèn trumpet. Đó là lần đầu tiên của Yamim Noraïm hoặc יָמִים נוֹרָאִים Yamim Nora'im ("Những ngày tôn sùng") mà thường xảy ra vào mùa thu năm đầu của Bắc bán cầu. Rosh Hashanah kéo dài hai ngày, bắt đầu vào ngày đầu tiên của Tishrei. Tishrei là tháng đầu tiên của năm Do Thái, nhưng tháng thứ bảy của năm của giáo hội.
Tết Do Thái là một lễ tổ chức gồm hai, tết bắt đầu vào ngày đầu tiên của Tishrei. Tishrei là tháng đầu tiên của năm dân sự Do Thái, nhưng là tháng thứ bảy của năm giáo sĩ.
Dựa theo đạo Do Thái Giáo ngày này được cho ngày đánh dấu để kỷ niệm việc sáng tạo ra hai nhân vật tổ tiên loài người là ông Adam và bà Eva, họ chính là người đàn ông và người phụ nữ đầu tiên dựa theo Kinh Thánh của người Do Thái, và hành động đầu tiên của họ đối với việc thực hiện vai trò của con người trong thế giới của Thiên Chúa. Theo một quan điểm thế tục, kỳ nghỉ này là thời điểm bắt đầu năm kinh tế ở Tây Nam Á và Đông Bắc Phi, đánh dấu sự bắt đầu của chu kỳ nông nghiệp.
Các phong tục Tết Do Thái bao gồm rung shofar (kèn sừng trâu rỗng) đã được ghi dấu trong Kinh Torah nghĩa là tạo ra tiếng ồn vào ngày Yom Teruah; và trong những phong tục đó còn bao gồm các sinh hoạt tôn giáo như đi lễ nhà thờ, và đọc kinh cầu nguyện để xét mình ăn năn hối hận đền tội lỗi, và ăn uống trong ngày tết. Những món thức ăn có tính biểu tượng như táo nhúng vào mật ong hiện nay là một truyền thống với niềm hy vọng là để đánh thức một "năm mới ngọt ngào".

## Những câu chúc Tết
Câu nói chúc tết trong tiếng Hebrew phổ biến là Shanah Tovah (Hebrew: שנה טובה) (phiên âm [ʃaˈna toˈva]) dịch ra trong tiếng Hebrew là Chúc một năm tốt lành. Thỉnh thoảng còn xài câu chúc khác là Shanah Tovah Umetukah (Hebrew: שנה טובה ומתוקה), có nghĩa là một năm tốt đẹp và ngọt ngào. Trong tiếng Yiddish lời chúc là אַ גוט יאָר a gut yor một năm tốt hoặc là אַ גוט געבענטשט יאָר "a gut gebentsht yor" một năm tốt lành đầy ơn phước (của Thiên Chúa). Câu chúc Tết trịnh trọng của người Do Thái Sephardic là Tizku Leshanim Rabbot ("nguyện công đức của bạn trải dài nhiều năm") câu trả lời đối đáp là Ne'imot VeTovot ("thật sung sướng và bạn cũng như vậy"). Nếu ít trịnh trọng hơn thì người dân địa phương chỉ việc nói nhiều năm trong ngôn ngữ địa phương.
Một câu chúc Tết trịnh trọng hơn nữa được sử dụng bởi những người Do Thái sùng đạo là Ketivah VaChatimah Tovah (Hebrew: כְּתִיבָה וַחֲתִימָה טוֹבָה) mà cái đó dịch ra có nghĩa là Một chữ khắc đẹp và được phong ấn trong bản phong thần của sự sống. Hoặc là L'shanah tovah tikatevu v'tichatemu nghĩa là Nguyện ngươi bị ghi khắc và bị phong ấn cho một năm tốt lành. Sau khi hết Tết rồi, thì câu chúc Tết đổi lại thành G’mar chatimah tovah (Hebrew: גמר חתימה טובה) có nghĩa là Một sự phong ấn cuối cùng tốt lành, cho đến khi tới ngày đền tội lỗi. Sau khi ngày đền tội kết thúc, cho đến khi tới ngày Hoshana Rabbah, cũng như là lễ lều tạm kết thúc, câu chúc là Gmar Tov (Hebrew: גְּמָר טוֹב) nghĩa là một kết quả tốt.
Trên ấy mô tả ba giai đoạn của sự trật tự trong tinh thần tháng Tishrei tiết lộ ra: Trong truyền thống Do Thái Giáo của ngày Tết Do Thái, truyền thống Do Thái cho rằng Thiên Chúa Trời mở ra những bảng phong thần phán xét sự sáng tạo và toàn thể nhân loại con người bắt đầu từ mỗi cá nhân con người, do đó những gì được quy định đầu tiên được viết trong những bản phong thần đó, do đó nhấn mạnh vào "ketivah" ("sự viết"). Sự phán xét đang trì hoãn để chờ được giải quyết cho nên những lời đọc kinh cầu nguyện và sự ăn năn hối hận tội lỗi được yêu cầu. Sau đó thì vào ngày lễ đền tội, sự phán quyết ấy đã được phong ấn hoặc đã được xác nhận bởi Tòa án trên Thiên Giới. Do đó nhấn mạnh vào từ "chatimah" ("đã được phong ấn"). Nhưng bản án trên thiên đình vẫn không phải là bản án cuối cùng vì vẫn còn thêm một hy vọng du di nữa cho đến khi vào ngày lễ lều tạm kết luận rằng Đức Thiên Chúa Trời sẽ đưa ra một quyết định cuối cùng, sự phán xét đầy lòng từ bi, do đó nhận mạnh vào từ "gmar" ("kết thúc") và đó là "tov" ("tốt").

## Lễ Thổi Kèn

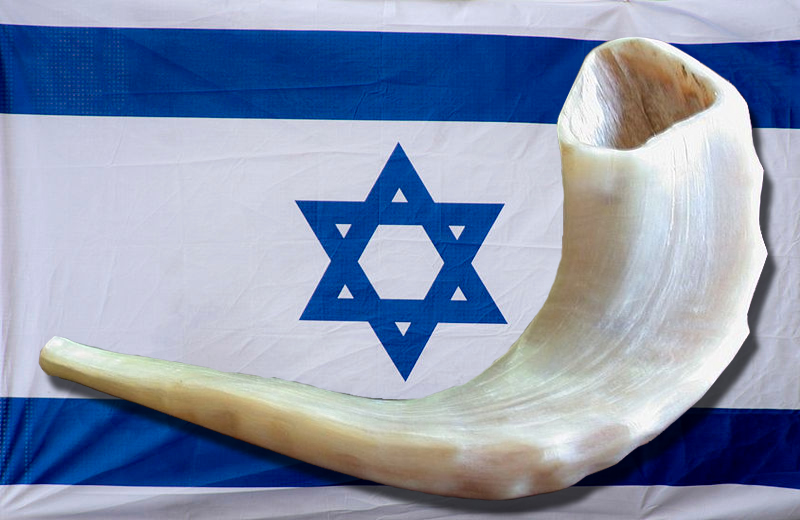
Kèn sừng Shofar

Luật về hình thức và việc thổi kèn shofar và các luật liên quan đến các dịch vụ tôn giáo trong ngày Tết được mô tả trong văn học Rabbinic cũng như là Mishnah đã hình thành nền tảng của giáo lý "tết do thái" trong cả kinh Talmud Babylon và kinh Jerusalem Talmud. Trong KJV, cũng có những đoạn nói về Lễ Thổi Kèn:
'Đức Giê-hô-va lại phán cùng Môi-se rằng: hãy truyền cho dân Y-sơ-ra-ên rằng: Ngày mồng một tháng bảy, sẽ có cho các ngươi một ngày nghỉ, một lễ kỷ-niệm lấy tiếng kèn thổi mà rao-truyền, tức là một sự nhóm-hiệp thánh vậy. Chớ làm một công-việc xác-thịt nào; phải dâng các của-lễ dùng lửa dâng cho Đức Giê-hô-va. '
Lê-vi Ký 23:23-25
'Đức Giê-hô-va phán cùng Môi-se rằng: Hãy làm hai ống loa bằng bạc, đánh dát, dùng cho ngươi để nhóm-hiệp hội-chúng và truyền cho các trại-quân ra đi. Khi nào người ta thổi loa, toàn hội-chúng sẽ nhóm lại gần bên ngươi, tại cửa hội-mạc. Nếu người ta thổi chỉ một ống loa, thì các quan-trưởng, tức là các quan-tướng đội-quân Y-sơ-ra-ên phải nhóm lại gần bên ngươi; khi các ngươi thổi tiếng vang, thì những trại-quân ở về hướng đông phải ra đi. Khi các ngươi thổi tiếng vang lần thứ nhì, thì những trại-quân ở về hướng nam phải ra đi; người ta sẽ thổi tiếng vang khi nào các trại-quân phải ra đi vậy. Khi nhóm hội-chúng, các ngươi phải thổi, nhưng đừng thổi tiếng vang. Các con trai A-rôn, là những thầy tế-lễ, sẽ thổi những ống loa. Từ đời nầy sang đời kia, ấy sẽ là một lệ-định đời đời cho các ngươi.'
Dân-số Ký 10:1-8
'Vì sẽ có tiếng kêu lớn và tiếng của thiên-sứ lớn cùng tiếng kèn của Đức Chúa Trời, thì chính mình Chúa ở trên trời giáng xuống; bấy giờ những kẻ chết trong Đấng Christ, sẽ sống lại trước hết. Kế đến chúng ta là kẻ sống, mà còn ở lại, sẽ cùng nhau đều được cất lên với những người ấy giữa đám mây, tại nơi không-trung mà gặp Chúa, như vậy chúng ta sẽ ở cùng Chúa luôn luôn.'
I Tê-sa-lô-ni-ca 4:16-17
Shofar được thổi trong hơi thổi dài, ngắn, và cà giựt mà theo một chuỗi thiết lập như sau:
- Teki'ah (âm dài) Sách Dân số 10:3;
- Shevarim (tam âm dứt quãng) Sách Dân số 10:5;
- Teru'ah (cửu âm ngắn) Sách Dân số 10:9;
- Teki'ah Gedolah (âm rất dài) Sách Xuất Hành 19:16,19;
- Shevarim Teru'ah (tam âm dứt quãng theo sau là cửu âm ngắn).

## Ngôn ngữ học

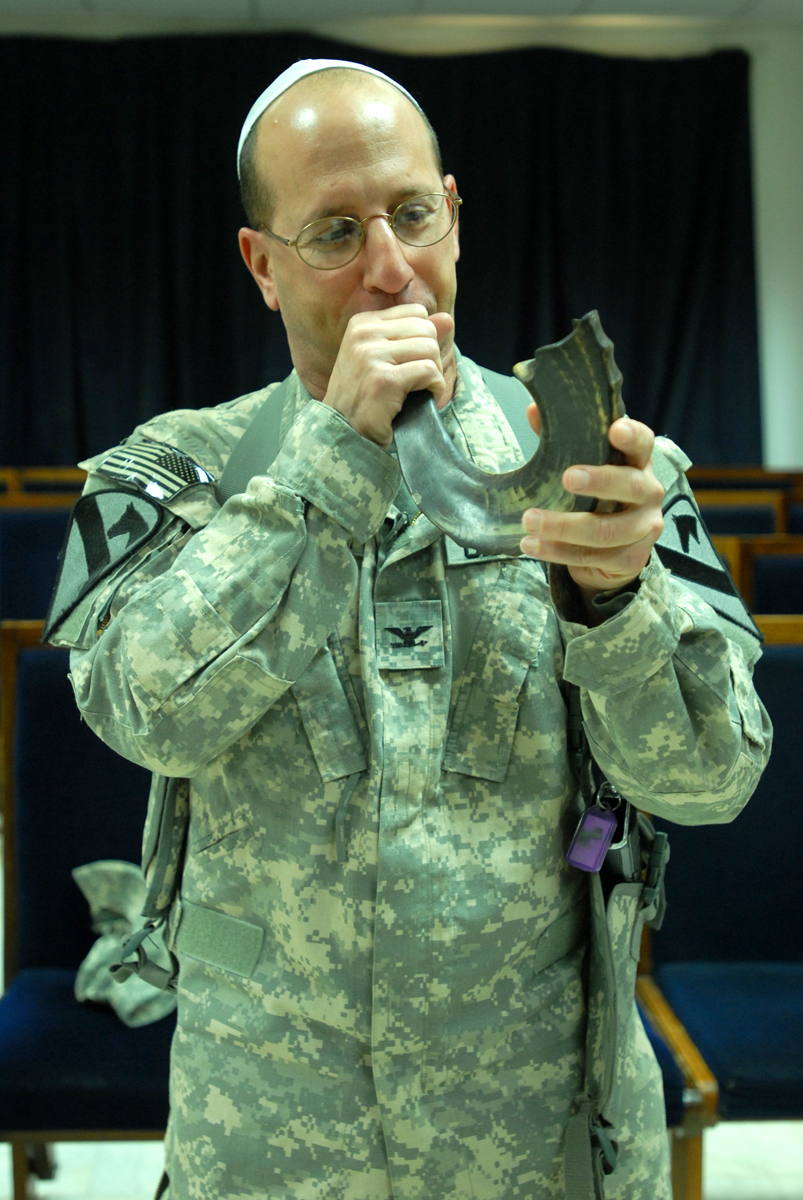
Một người lính Hoa Kỳ thổi kèn shofar trong ngày Tết Do Thái

## Ý nghĩa tôn giáo

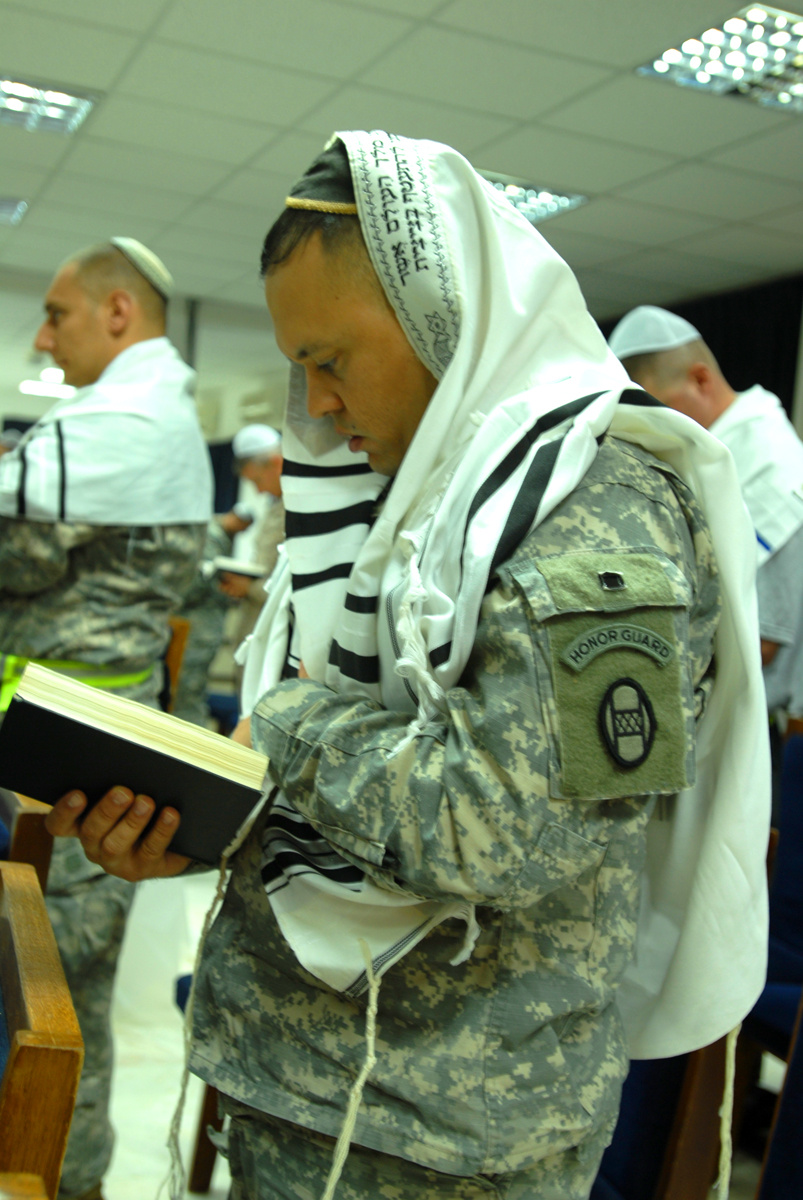
Bộ đội Mỹ đọc kinh cầu nguyện cho năm mới